# トーントン寝台車火災事故
トーントン寝台車火災事故（トーントンしんだいしゃかさいじこ）とは、1978年7月6日の早朝にイングランドサマセット州トーントンで発生した列車火災事故である。走行中の寝台列車の電気ヒーターにより使用済みベッド・リネンの袋が過熱したため火災が発生。12人が死亡、15人が負傷し、イギリス国鉄 (BR) へ広範囲に影響を与えた。死者の多くは煙を吸ったことが原因で亡くなった。

## 背景
出火したイギリス国鉄マーク1寝台車 (W2437) は1960年に製造されており、製造当時はイギリスでは主に蒸気機関車に牽引されていた。蒸気機関車は旅客設備の暖房として蒸気を供給する役割（蒸気暖房）も担っていた。また、当時のディーゼル機関車が既存の客車を牽引する場合もあり、この際には暖房用のボイラーをつけていた。しかしボイラーは信頼性が低い上に維持費が高いため、1970年に蒸気機関車による牽引は廃止され、電気暖房 (ETH) に転換した。W2437は1976年に改造され、デッキに電気ヒーターが導入された。
1978年7月5日、ペンザンス発ロンドン・パディントン行きの寝台急行列車「ナイト・リビエラ」（47形牽引）はペンザンスを22時30分に発車した。この列車はプリマスで2両の寝台車を増結する予定だった。このようにされていたのは、プリマスからの乗客が、深夜に到着する列車を待たずに寝台に入れるようにするためであった。
プリマス編成用のベッド・リネンの保管庫は、パディントン駅近くのオールド・オーク・コモンの車庫にあった。以前はプリマスから送り返される使用済みリネンはプリマス編成の緩急車 (guards van) で輸送していたが、1977年にこの車両は編成から外された。代わりに、使用済みリネンはプラスチックの袋に入れられ、W2437のデッキに、ヒーターと接触するように置かれた。

## 事故の経緯
列車は23時50分にプリマスに到着し、0時15分にW2437を含む寝台車を連結しETHを起動した。0時30分に列車は時間通り出発し、予定通りニュートン・アボット、エクセターに停車していった。誰も列車の異常に気づかなかったが、リネンの袋の温度は上昇していた。その後リネンの袋がくすぶり、一酸化炭素を含む有毒ガスが発生し始めた。不運にも換気設備がデッキから新鮮な空気を取り入れる構造だったため、ガスが各寝台に充満した。
大火災に発展し、非常ブレーキのコード (communication cord) が引かれたため、列車は2時41分にサマセット州トーントンの駅の約1マイル手前のシルク・ミル (Silk Mill) 信号所の近くに停車した。それまでに犠牲者の多くは一酸化炭素中毒によりすでに死んでいた。乗客のうち少数は起きており脱出が可能だったが、煙や熱により脱出は極めて困難だった。プリマスで連結された寝台車の係員は、煙に巻かれるまでに少数の乗客に叫んで警告することしかできなかった。非常ブレーキのコードを引いたのは隣の客車の乗務員であった。犠牲者や他の負傷した乗客は手当をするために近くのマスグローブ・パーク病院へ搬送された。
この火災では12人が死亡した。12人目の犠牲者（ベルギー国民）は一度も意識を取り戻すこと無く、9か月後に肺炎により死亡した。

## 原因と影響
初期の報告書は、列車のドアがロックされていたため消防隊員による救助作業が困難だったと明らかにした。これは規則に違反していたが、係員の間では担当しているペアの客車の端のドア (end doors) をロックするのは当たり前だった。これは到着してすぐ係員が乗客を迎えることができ、侵入者を中に入れない手助けになることを意味している。このことが発見された後、BRはすべてのドアを常に鍵がかかっていないようにさせることをはっきりさせた。
この火災事故は新型のマーク3寝台車が設計段階の時にちょうど発生した。マーク3では高性能の警報システムや難燃材 (fire retardant materials)、多言語の警告用プラカード、緊急手順の修正を含む最新鋭の防火措置を導入する決断がなされた。
古いイギリス国鉄マーク1寝台車は1980年代前半までに段階的に廃止され、現在に至るまでマーク3は優れた安全記録を持っている。